# Chorebus anasellus
Chorebus anasellus är en stekelart som först beskrevs av Stelfox 1951.  Chorebus anasellus ingår i släktet Chorebus och familjen bracksteklar. Inga underarter finns listade i Catalogue of Life.